# 1964 Luyten
1964 Luyten è un asteroide della fascia principale. Scoperto nel 1960, presenta un'orbita caratterizzata da un semiasse maggiore pari a 2,4651849 UA e da un'eccentricità di 0,1958138, inclinata di 2,38982° rispetto all'eclittica.
L'asteroide è dedicato all'astronomo statunitense Willem Jacob Luyten.